# Koppe (volcán)
Koppe es un cono y caldera volcánica de Westerwald, Alemania. Está compuesto de basalto, y algunas canteras, la están explotando. En su cima, abunda un bosque de hayas, pinos y enebros. Sus coordenadas son:  50.637700°   8.355258°